# Az emlékmás (film, 2012)
Az emlékmás (eredeti cím: Total Recall) 2012-ben bemutatott amerikai-kanadai sci-fi kalandfilm. Alapjául Philip K. Dick We Can Remember It for You Wholesale című novellája szolgált, amely 1966 áprilisában jelent meg először a The Magazine of Fantasy & Science Fiction című kiadványban.

## Cselekmény
A távoli jövőben a Földön vegyi háború tör ki, és utána csak az Egyesült Brit Szövetség és Ausztrália (a Gyarmat) marad lakható, máshol mindenütt halálosan mérgező a légkör. A Brit Unióban lakik a felső, a gazdag réteg, a kolóniákon pedig a munkásosztály tagjai élnek. A két területet egy szigorúan ellenőrzött liftrendszer (a Transz) köti össze, mely a Föld magján halad keresztül. A gépezet feladata többek között az, hogy folyamatosan szállítsa a dolgozókat.
A szabadságért küzdő csoportok a szegények között, az Ausztrál kontinensen bujkálnak, ezért Cohaagen kancellár (Bryan Cranston) megtorló akciót fontolgat ellenük.
Douglas Quaid (Colin Farrell) egy egyszerű gyári munkás, aki rendfenntartó robotokat szerel össze. A férfinek szép és szerető felesége van, és bár a munkahelyén keményen dolgozik, hogy feljebb juthasson a ranglétrán, ám ez valamiért sosem sikerül neki. Egy napon úgy dönt, hogy a Rekall nevű céghez fordul, hogy az általuk beültetett hamis emlékek segítségével rendkívüli élményeket élhessen majd át. A program szerint egy szuperkém emlékeit kapná meg, ám a rutinművelet közben probléma merül fel: a beavatkozás közben rendfenntartók jelennek meg. Ekkor Quaidből olyan képességek törnek felszínre, amelyekről ő maga sem tudott. A hétköznapi gyári munkásból legyőzhetetlen gyilkoló gép válik, ezért villámgyorsan menekülnie kell a hatóságok elől. Versenyt fut az idővel, hogy rájöjjön: ki is ő valójában. Találkozik egy szabadságharcossal, aki társaival a zsarnok kancellár ellen harcol. Együtt indulnak megkeresni a földalatti ellenállás vezetőjét.

## Szereplők
| Szereplő               | Színész            | Magyar hang         |
| ---------------------- | ------------------ | ------------------- |
| Douglas Quaid / Hauser | Colin Farrell      | Czvetkó Sándor      |
| Lori Quaid             | Kate Beckinsale    | Kéri Kitty          |
| Melina                 | Jessica Biel       | Pikali Gerda        |
| Vilos Cohaagen         | Bryan Cranston     | Barbinek Péter      |
| McClane                | John Cho           | Seszták Szabolcs    |
| Harry                  | Bokeem Woodbine    | Maday Gábor         |
| Matthias               | Bill Nighy         | Harsányi Gábor      |
| Marek                  | Will Yun Lee       | Pintér Gábor Attila |
| Banki alkalmazott      | Michael Therriault | Magyar Bálint       |
| Recepciós a Recallnál  | Mishael Morgan     | Zsigmond Tamara     |
| Hammond                | Dylan Smith        | Kárpáti Levente     |

## Érdekességek
- Kate Bosworth és Diane Kruger is jelölt volt Lori Quaid szerepére.
- Tom Hardy és Michael Fassbender is jelölt volt Douglas Quaid szerepére.[6]

## Értékelések
- Tampa Bay Times – 83/100
- The Globe and Mail – 63/100
- Philadelphia Inquirer – 63/100
- The Hollywood Reporter – 60/100
- San Francisco Chronicle – 50/100
- The Washington Post – 50/100
- USA Today – 50/100
- Entertainment Weekly – 50/100
- Variety – 50/100[7]